# Phymactis papillosa
Phymactis papillosa är en havsanemonart som först beskrevs av René-Primevère Lesson 1830.  Phymactis papillosa ingår i släktet Phymactis och familjen Actiniidae. Inga underarter finns listade i Catalogue of Life.